# مطار كيرتاجاتي الدولي
مطار كيرتاجاتي الدولي (بالإندونيسية: Bandar Udara Internasional Kertajati)‏، (بالسوندية: ᮘᮔ᮪ᮓᮁ ᮅᮓᮛ ᮄᮔ᮪ᮒᮨᮁᮔᮞᮤᮇᮔᮜ᮪ ᮊᮨᮁᮒᮏᮒᮤ) هو مطار في جاوة الغربية بإندونيسيا هو مطار دولي ثانٍ لمناطق باندونغ الكبرى وسيريبون، وكذلك أجزاء من جاوة الغربية ومحافظات جاوة الوسطى. الآن هو أحد أكبر مطارات إندونيسيا من حيث المساحة (مع مطار سوكارنو هاتا الدولي في جاكرتا)، يقع على بعد حوالي 68 كيلومترًا (42 ميلًا) شرق باندونغ عاصمة جاوة الغربية.

## التاريخ
لم تكن أعمال البناء قد بدأت في شهر شباط (فبراير) من عام 2011، لكن حتى ذلك الحين، كانوا قد جهزوا أرض البناء والتي تبلغ مساحتها 1800 هيكتار، كما بدء في بناء الطريق الموصله للمطار في 2011.
أعمال البناء المخطط لها في مطار جاكارتا كاراوانغ متوقفة حيث أعطيت الأولوية لمطار ماجالينكا كيرتاجاتي المتوقع انتهاؤه في 2016. بسبب ارتفاع حركة العبور في مطار سوكارنو هاتا الدولي وباندونغ، فقد صمم المطار لاستيعاب 22 مليون مسافر، لكن العدد تجاوز 51 مليون عام 2011، وهذا الحال في مطار باندونغ الذي تضاعفت سعته دون وجود توسعة . يعاني مطار كاراوانغ من مشاكل متعلقة بحيازة الأراضي.
من المقرر أن تمتد المدارج في كيرتاجاتي حتى 3000 متر، وثمة خطط لمدها حتى 4000 متر. أما من حيث السعة الاستيعابية، فالخطة أن يستوعب 12 مليون شخص لكن الخطط المستقبلية أن يتوسع ليستوعب 24 مليون

## شركات الطيران والوجهات

### الركاب
| شركـات طيـران    | الوجهات                                     |
| ---------------- | ------------------------------------------- |
| طيران آسيا       | مطار كوالالمبور الدولي                      |
| Super Air Jet    | مطار كوالالمبور الدولي (تبدأ في يوليو 2023) |
| غارودا إندونيسيا | عارض: مطار الملك عبد العزيز الدولي          |
| ليون إير         | عارض: مطار الملك عبد العزيز الدولي          |

### الشحن
| شركـات طيـران       | الوجهات   |
| ------------------- | --------- |
| Asia Cargo Airlines | Pekanbaru |